# بوميرون
بوميرون هو اسم مستعمرة زراعية هولندية سابقة على Pomeroon River في منطقة غيانا على الساحل الشمالي لأمريكا الجنوبية. بعد عدة محاولات استعمارية في وقت مبكر من أواخر القرن 16 من قبل الأسبان والهنود المحليين فر السكان الأصليون إلى المناطق الداخلية من غيانا، وتأسيس مستعمرة إيسيكويبو بعد فترة وجيزة. والمحاولة الثانية والأكثر خطورة على الاستعمار بدأت في 1650، ولكنها لم تنجح في نهاية المطاف، كما دمرت بالقراصنة الفرنسية المستعمرة في 1689. وفي أواخر القرن 18 بدأت المحاولة الثالثة من الاستعمار، وهذه المرة تحت ولاية إيسيكويبو.